# Det Kvindelige Velgørende Selskab
Det Kvindelige Velgørende Selskab var en organisation i Danmark, som bildades 1815 sedan kung Fredrik VI av Danmark inspirerats av ett besök på Wienkongressen i Österrike, och slutligen upplöstes den 28 oktober 2004 den på ett möte i Garnisons kirke i Köpenhamn. 
Drottning Marie av Danmark blev föreningens beskyddare, ett uppdrag som sedan dess sköttes av någon ur Danmarks kungliga familj. Drottning Maries födelsedag var alltid sällskapets högtidsdag. De delade ut priser till husligt anställda som arbetat länge till skillnad mot de flesta, som slutade i 25-30-årsåldern för att bilda egen familj. Föreningen drev bland annat skola för tjänsteflickor, och var 1828 med och startade Danmarks första daghem.
Organisationen upplöstes då dess verksamhet genom samhällsutvecklingen blivit föråldrad, även om tjänsteflickorna på vissa håll ersatts av moderna barnflickor.
I samband med att organisationen upplöstes utgav Niels Gustav Bardenfleth boken For lang och tro tjeneste. Det Kvindelige Velgørende Selskab 1815-2004.

### Fotnoter
1. ↑  ”Find DK”. Arkiverad från originalet den 25 maj 2012. https://archive.is/20120525170733/http://www.find.dk/find/resultg.htm/KoebenhavnN/DetKvindeligeVelgoerendeSelskab/f/1747154/. Läst 26 september 2011.